# Майська сільська рада (Синельниківський район)
| Майська сільська рада — колишній орган місцевого самоврядування у Синельниківському районі Дніпропетровської області з адміністративним центром у с. Майське. Сільській раді підпорядковані населені пункти: - с. Майське - с. Козачий Гай - с. Нове - с. Новомиколаївка - с. Максимівка - с. Романівка |

## Склад ради
Рада складалася з 12 депутатів та голови.

## Керівний склад сільської ради
| ПІБ                      | Основні відомості                                                                     | Дата обрання | Дата звільнення |
| ------------------------ | ------------------------------------------------------------------------------------- | ------------ | --------------- |
| Шкуро Анатолій Іванович  | Сільський голова, 1954 року народження, освіта, безпартійний                          | 26.03.2006   | 01.10.2008      |
| Варахоба Наталія Іллівна | Сільський голова, 1965 року народження, освіта, позапартійна                          | 15.03.2009   | 31.10.2010      |
| Варахоба Наталія Іллівна | Сільський голова, 1965 року народження, освіта середня загальна, член Партії регіонів | 31.10.2010   |                 |

Примітка: таблиця складена за даними джерела